# Blue Ain’t Your Color
«Blue Ain’t Your Color» — песня австралийского кантри-певца и автора-исполнителя Кита Урбана, вышедшая 8 августа 2016 года в качестве четвёртого сингла с его 9-го студийного альбома Ripcord (2016). Песня достигла позиции № 1 в американском хит-параде Billboard Country Songs. Авторами песни выступили Steven Lee Olsen, Хиллари Линдсей и Clint Lagerberg.
Песня была номинирована на премию Грэмми-2017 в категориях Best Country Solo Performance и Best Country Song.

## История
«Blue Ain’t Your Color» дебютировал на позиции № 73 в хит-параде Billboard Hot 100 и достиг позиции № 1 в американском хит-параде кантри-музыки Billboard Hot Country Songs (15-й чарттоппер певца в этом основном хит-параде жанра кантри-музыки), и позиции № 24 Billboard Hot 100.
Тираж сингла достиг 587,000 копий в США к декабрю 2016 года.

## Музыкальное видео
Режиссёром музыкального видео выступил Carter Smith, а премьера состоялась в сентябре 2016.

## Награды и номинации
| Год  | Награда     | Категория                                           | Результат |
| ---- | ----------- | --------------------------------------------------- | --------- |
| 2017 | Грэмми-2017 | Премия «Грэмми» за лучшее сольное кантри-исполнение | Номинация |
| 2017 | Грэмми-2017 | Премия «Грэмми» за лучшую кантри-песню              | Номинация |

## Чарты

### Еженедельные чарты
| Чарт (2016-17)                      | Высшая позиция |
| ----------------------------------- | -------------- |
| Канада (Billboard Canadian Hot 100) | 40             |
| Канада (Billboard Country)          | 1              |
| США (Billboard Hot 100)             | 24             |
| США (Billboard Adult Contemporary)  | 23             |
| США (Billboard Country Airplay)     | 1              |
| США (Billboard Hot Country Songs)   | 1              |

## Сертификации
| Регион                                                                      | Сертификация  | Продажи   |
| --------------------------------------------------------------------------- | ------------- | --------- |
| Австралия (ARIA)                                                            | 2× Платиновый | 140 000   |
| Канада (Music Canada)                                                       | Платиновый    | 80 000    |
| США (RIAA)                                                                  | 6× Платиновый | 6 000 000 |
| Данные о продажах + прослушиваниях приведены только на основе сертификации. |               |           |